# Associazione Calcio Venezia 1955-1956
Questa voce raccoglie le informazioni riguardanti l'Associazione Calcio Venezia nelle competizioni ufficiali della stagione 1955-1956.

## Rosa
| N. |                   | Ruolo | Calciatore         |
| -- | ----------------- | ----- | ------------------ |
|    | Italia (bandiera) | A     | Paolo Barison      |
|    | Italia (bandiera) | P     | Dante Bendin       |
|    | Italia (bandiera) | A     | Paolo Bergamin     |
|    | Italia (bandiera) | P     | Luigi Bertossi     |
|    | Italia (bandiera) | A     | Giorgio Bozzato    |
|    | Italia (bandiera) | A     | Giovanni Calegari  |
|    | Italia (bandiera) | C     | Gianpietro Cancian |
|    | Italia (bandiera) | C     | Franco Carminati   |
|    | Italia (bandiera) | A     | Daniele Danieli    |

| N. |                   | Ruolo | Calciatore        |
| -- | ----------------- | ----- | ----------------- |
|    | Italia (bandiera) | D     | Dino Fragni       |
|    | Italia (bandiera) | A     | Sergio Mion       |
|    | Italia (bandiera) | C     | Loris Mora        |
|    | Italia (bandiera) | A     | Ivanoe Nolli      |
|    | Italia (bandiera) | A     | Gianni Rossi      |
|    | Italia (bandiera) | A     | Luciano Scroccaro |
|    | Italia (bandiera) | C     | Mario Tesconi     |
|    | Italia (bandiera) | D     | Battista Tresoldi |
|    | Italia (bandiera) | P     | Trevisan          |